# Ĉeĥa Esperanto-Asocio
A Ĉeĥa Esperanto-Asocio (ĈEA) /kiejtése:csekhá eszperanto aszocio/ (magyar: Cseh Eszperantó Szövetség) a Cseh Köztársaságban működő, az Eszperantó Világszövetség nemzeti tagozata, csaknem ezer taggal, akik 35 klubba (2010) és számos szekcióba, bizottságba és munkacsoportba (pedagógiai szakbizottság, katolikus szekció, keresztény szekció) , vak eszperantisták csoportja, informatikai szekció, múzeumi csoport, turisztikai szövegfordítási munkacsoport) csatlakoznak. Az egyesület adja ki a negyedéves Start folyóiratot. 2005 óta a cseh fiatal eszperantisták (korábban az Ifjúsági szekciót alkották) megalapították a Cseh Ifjúsági Eszperantó Szövetséget, amely baráti kapcsolatokat ápol a ĈEA-val.

## Története
A ĈEA-t 1969-ben alapították (1969. március 29-30. egy brnoi eszperantó kongresszus során), de korábban több eszperantó szervezet is működött. 1901-től egészen 1952-ig a kommunista felszámolásig. (Később rájöttek,[pontosabban?] hogy az eszperantisták kontroll nélkül kommunikálnak idegen országokkal, ezért döntöttek végül az egyesület megújítása mellett). 1989 előtt az egyesületnek több mint 2500 tagja volt, de a vasfüggöny leomlása sokakat más tevékenységre csábított. 1939-ben, az ország német megszállása után az akkori ĈAE eszperantista egyesületnek a Ĉeĥa Esperanto-Asocio-ra kellett változtatnia a nevét, de néhány hónap múlva, 1940-ben a Gestapo elrendelte az egyesület felszámolását. Tehát az akkori néhány hónapos ĈEA különbözik a jelenlegitől.

## Ĉeĥa Esperanto-Junularo (ĈEJ)
A Ĉeĥa Esperanto-Junularo (ĈEJ) (magyar: Cseh Ifjúsági Eszperantó Szövetség, cseh:Česká esperantská mládež, z. s.) a fiatal cseh eszperantisták szervezete és a TEJO nemzeti szekciója Csehországban. 2005-ben alapították Marek Blahuš, Dagmar Chvátalová és Tomáš Břicháček diákok, és folytatja a szervezett ifjúsági eszperantó mozgalom hagyományát, amely 1969 óta tart, amikor is ifjúsági bizottság alakult és létrejött a Ĉeĥa Esperanto-Asocio – Cseh Eszperantó Szövetség. Tagjai: rendes tagok (10-től 29 éves korig), együttműködők (akik nem felelnek meg a korhatári kritériumoknak) és tiszteletbeli tagok. Az egyesület székhelye Brno-ban van, 2011. március 22-én költözött Světlá nad Sázavouból. Őnálló egyesületként működnek, de jó kapcsolatot ápol az ország fő eszperantó szervezetével, a Ĉeĥa Esperanto-Asocio-val.

### Története
1952 után, amikor a kommunisták felszámolták a Ĉeĥoslovaka-Asocio E-ista (ĈAE) szervezetet, és a mozgalom csak kisebb csoportokban tudott működni, a tevékenységet a korabeli ifjúság vette át. Nyári eszperantó táborokat alapítottak Lančovban, és körleveleket adtak ki: Junularo agu!, Tagiĝo, Fajrero!. Az akkori fiatalok közül kiváló munkát végeztek: Pavel Sittauer, Jan Werner, Drahomír Kočvara, Vlastimil Novobilský.
A drámai 1968-as év után a helyzet kissé demokratizálódott, és 1969 márciusában engedélyezték az országos eszperantista szervezet újraalapítását, kezdetben csak a Csehszlovákia cseh részében, Ĉeĥa Esperanto-Asocio – Cseh Eszperantó Szövetség néven.
Az eszperantista fiatalok is akcióba lendültek, élén az akkori legnagyobb cseh kiadóval az Ivo Železný-jel, majd Mikuláš Nevan, Aleš Nedomlel.
Az 1970-es és 1980-as években egy új fiatal generáció szemináriumokat taartottak fiatal köztisztviselőknek, mint pl.: Marie Vančurová, Miroslav Malovec, Vladimír Škoda, Jan Navrátil, Jiří Tomeček, Pavla Dvořáková ...
A csehszlovákiai forradalom után, 1990-ben egy új nemzedék következett a mozgalom történetében:Lucie Karešová, Renata Beranová, Jana Burianová, Pavla Dvořáková, Vlaďka Chvátalová személyében.
Az utoljára említett csoport tevékenysége 1998-ig tartott. Több év szünet után az ifjúsági mozgalmat a jelenlegi Ĉeĥa Esperanto-Junularo – Cseh Ifjúsági Eszperantó Szövetség folytatta.

## Fordítás
- Ez a szócikk részben vagy egészben  a(z)   Ĉeĥa Esperanto-Asocio című eszperantó Wikipédia-szócikk ezen változatának fordításán alapul.  Az eredeti cikk szerkesztőit annak laptörténete sorolja fel. Ez a jelzés csupán a megfogalmazás eredetét és a szerzői jogokat jelzi, nem szolgál a cikkben szereplő információk forrásmegjelöléseként.
- Ez a szócikk részben vagy egészben  a(z)   Ĉeĥa Esperanto-Junularo című eszperantó Wikipédia-szócikk ezen változatának fordításán alapul.  Az eredeti cikk szerkesztőit annak laptörténete sorolja fel. Ez a jelzés csupán a megfogalmazás eredetét és a szerzői jogokat jelzi, nem szolgál a cikkben szereplő információk forrásmegjelöléseként.